# Eublemmoides subangulata
Eublemmoides subangulata là một loài bướm đêm trong họ Erebidae.